# Herkus Kumpys
Herkus Kumpys (nacido el 4 de noviembre de 1998 en Gargždai, Klaipėda, Lituania), es un jugador de baloncesto lituano que actualmente milita en el equipo español del Club Baloncesto Peñas Huesca de la Liga LEB Plata.

## Trayectoria deportiva
Es un jugador formado en el BC Neptūnas Klaipėda, con el que llegó a debutar en la Lietuvos Krepšinio Lyga en la temporada 2017-18. 
Tras tres temporadas en el BC Neptūnas Klaipėda, en la temporada 2020-21, firma por el BC Šilutė de la Nacionalinė krepšinio lyga.
En la temporada 2021-22, firma por el Neringos Kursiai,de la Nacionalinė krepšinio lyga, la segunda división de su país de origen, en donde promedió 9,1 puntos y 4,2 rebotes por encuentro.
El 28 de febrero de 2022, firma por el Club Baloncesto Peñas Huesca de la Liga LEB Oro.
El 31 de agosto de 2023, firma por el Club Baloncesto Peñas Huesca de la Liga LEB Plata.